# Fyffe
Fyffe, est une ville du comté de DeKalb dans l'État d'Alabama, aux États-Unis,.

## Géographie
Elle est située à l'ouest du comté et au nord de l'État, en bordure de l'Alabama State Route 75 (en), au sud-ouest de Rainsville et de Shiloh, près de la limite est de Sand Mountain (en).

## Histoire
La ville est fondée dans les années 1880 et un bureau postal y est créé vers 1900. La ville est incorporée en 1956.
Les 11 et 12 février 1989, plus d'une cinquantaine d'habitants de la ville signalent l'observation d'OVNI. En souvenir, Fyffe organise chaque année un festival appelé Unforgettable Family Outing, en français : Sortie Familiale Inoubliable, appellation qui est une référence à l'acronyme, UFO qui signifie en français : OVNI.

## Démographie
| 1960 | 1970 | 1980  | 1990  | 2000 | 2010  |
| ---- | ---- | ----- | ----- | ---- | ----- |
| 230  | 311  | 1 305 | 1 094 | 971  | 1 018 |

## Source de la traduction
- (en) Cet article est partiellement ou en totalité issu de l’article de Wikipédia en anglais intitulé « Fyffe, Alabama » (voir la liste des auteurs).